# BHC 치킨
BHC치킨(BHC chicken)은 대한민국의 치킨 프렌차이즈 기업이다. 본사는 서울특별시 송파구 올림픽로 299에 위치에 있다.

## 주요 연혁
- 2004년 9월 10일: 서울특별시 송파구 문정동에서 자본금 200,000,000원으로 주식회사 지엔에스비에이치씨 설립. 윤인상 대표이사 취임.
- 2009년 2월 13일: 윤인상 대표이사 사임. 정학상 대표이사 취임.
- 2009년 9월 15일: 정학상 대표이사 사임. 우길제 대표이사 취임.
- 2011년 4월 1일: 경기도 이천시 마장면 서이천로528번길 소재 주식회사 제너시스푸드, 경기도 광주시 오포읍 세피내길 104 주식회사 제너시스로지스틱스 합병. 우길제, 이봉희 공동대표이사 취임.
- 2011년 11월 3일: 우길제 대표이사 사임. 이봉희, 김병훈 공동대표이사 취임.
- 2013년 1월 15일: 본점을 서울특별시 송파구 중대로 60으로 이전.
- 2013년 6월 28일: 이봉희, 김병훈 공동대표이사 사임. 박현종 단독대표이사 취임.
- 2013년 7월 29일: 현 위치인 서울특별시 송파구 올림픽로로 이전.
- 2014년 6월 11일: 서울특별시 용산구 이태원로27가길에 이태원지점 설치.
- 2014년 12월 2일: 자본금 1,955,903,800원으로 주식회사 비에이치씨에서 유한회사 비에이치씨로 조직변경. 박현종 대표이사 취임.
- 2015년 5월 7일: 자본금을 1,126,873,200원으로 감액.
- 2016년 3월 8일: 이태원지점 폐쇄.
- 2016년 3월 14일: 서울특별시 송파구 올림픽로(잠실시그마타워)에 잠실본점지점 설치.
- 2016년 4월 7일: 자본금을 1,186,873,200원으로 증액.
- 2016년 6월 16일: 자본금을 1,215,333,200원으로 증액.
- 2016년 9월 19일: 유한회사 비에이치씨에서 주식회사 비에이치씨로 조직변경.
- 2016년 11월 25일: 박현종 대표이사 사임. 조락붕 대표이사 취임.
- 2017년 8월 1일: 조락붕 대표이사 사임. 임금옥 대표이사 취임.
- 2021년 2월 26일: 잠실본점지점 폐쇄.

## 매장 지역
- 서울특별시 : 239개
- 부산광역시 : 92개
- 대구광역시 : 69개
- 인천광역시 : 81개
- 광주광역시 : 42개
- 대전광역시 : 39개
- 울산광역시 : 31개
- 세종특별자치시 : 11개
- 경기도 : 373개
- 강원특별자치도 : 58개
- 충청북도 : 50개
- 충청남도 : 75개
- 전북특별자치도 : 65개
- 전라남도 : 55개
- 경상북도 : 75개
- 경상남도 : 122개
- 제주특별자치도 : 65개

## 광고
일부 소비자들은 과거 BHC 광고에 혐오, 차별적이라는 의견이 이어졌다. 문제가 되는 광고는 "뿌링클 사 줄 사람 없는 여성분들 필독하세요. '나 꿍꼬또(꿈 꿨어), 뿌링클 먹는 꿍꼬또' 매일밤 20번씩 연습하세요"라는 광고였다. 이에 15년 한 강과대행업체가 올린 것으로 알려진 이 광고문구는 "여성은 남자에게 의존하는 존재라는 왜곡된 시선"이라는 지적을 받고 있다. 이로 인하여서 소비자들은 "불매운동" 을 벌이고 있다. 청와대 국민청원 게시판, 국민신문고, SNS에 연대와 수정을 요구하고 있다. 이에 BHC 관계자는 "당시 문제가 됐던 광고문구는 즉시 수정하고 대행사 역시 교체한 것이다. 몇년 전 일이 새삼 화제가 되어 당황스럽기도 하지만 어쨌든 실제로 문제가 됐던 일인 만큼 다시는 이런 일이 발생하지 않도록 주의를 기울일 것" 이라고 밝혔다.

## 본점 및 지점 현황
- 본점: 서울특별시 송파구 올림픽로 300, 19층 (신천동, 롯데월드 타워)
- 광주물류센터: 경기도 광주시 세피내길 104, 1층
- BHC팩토리: 경기도 이천시 백사면 청백리로 689
- 롯데월드점: 서울특별시 송파구 올림픽로 240, 1층 (잠실동)
- 동탄직영점: 경기도 화성시 동탄중심상가2길 32, 103호, 104호 (반송동)
- 롯데월드빅토리아점: 서울특별시 송파구 올림픽로 240, 매직아일랜드 1층 (잠실동, 롯데월드)
- 삼성점: 서울특별시 강남구 영동대로 611, 1층, 2층 (삼성동, 찬앤찬타워)
- 종로점: 서울특별시 종로구 삼일대로19길 16, 1층 (관철동)
- 홍대서교점: 서울특별시 마포구 홍익로5길 30, 101호 (서교동, 노벨리아)
- 부천역점: 경기도 부천시 원미구 부천로 11, 101호 (심곡동, 해태쇼핑)
- 신사역점: 서울특별시 강남구 강남대로 600, 1층, 2층 (신사동, 동신빌딩)
- 에버랜드점: 경기도 용인시 처인구 포곡읍 에버랜드로 199, N4동 1층 (삼성에버랜드)
- 송도인천대입구역점: 인천광역시 연수구 하모니로 144, 판매시설동 1층 B119호 (송도동, 송도지웰푸르지오시티) 유천점
- 안산중앙점: 경기 안산시 단원구 고잔로 116 107동 (중앙동)
- 성대푸르지오점: 경기 수원시 장안구 일월로66번길 24 1층 (천천동)

## 같이 보기
- 한국의 닭튀김
- 제네시스
- 프라이드 치킨